# Teucre
|  | Per a altres significats, vegeu «Teucre (desambiguació)». |

Segons la mitologia grega, el Rei Teucer o Rei Teucre (en grec antic Τεύκρος), fou el fill del déu fluvial Escamandre i la nimfa Idea.
Altres tradicions fan de Teucre un estranger emigrat a la Tròade. Es deia que hi havia arribat procedent de Creta, més concretament, del mont Ida, juntament amb el seu pare Escamandre. Quan van salpar, un oracle els va dir que s'establissin en un indret on fossin atacats pels "fills de la terra". Una nit, quan acampaven a la Tròade, les seves armes, els seus escuts i les cordes dels seus arcs van ser rosegats pels ratolins. Van entendre que allò era el que els ordenava l'oracle i van construir un temple en honor d'Apol·lo Esminteu (Apol·lo dels ratolins), i van fundar una ciutat.
Altres versions diuen que en morir el seu pare, fou nomenat cabdill dels colons de Creta emigrats a les costes de Frígia, anomenats des de llavors Teucris així com la regió va prendre el nom de Tèucria en honor seu.
Teucre és l'avantpassat de la família reial de Troia. La seva filla Batia, es casà amb Dàrdan, fill del déu Zeus i la nimfa plèiade Electra, a qui Teucre havia acollit. Dàrdan va fundar la ciutat de Dardània i en va ser el primer rei. La seva filla i Dàrdan van tenir, entre altres fills a Erictoni, el pare de Tros.